# Љешница (Кучево)
Љешница је насеље у Србији у општини Кучево у Браничевском округу. Према попису из 2022. било је 109 становника.

## Демографија
У насељу Љешница живи 195 пунолетних становника, а просечна старост становништва износи 46,9 година (44,1 код мушкараца и 49,3 код жена). У насељу има 76 домаћинстава, а просечан број чланова по домаћинству је 3,11.
Становништво у овом насељу веома је нехомогено, а у последња три пописа, примећен је пад у броју становника.
|  |

| Демографија | Демографија | Демографија |
| Година      | Становника  | Становника  |
| ----------- | ----------- | ----------- |
| 1948.       | 464         |             |
| 1953.       | 519         |             |
| 1961.       | 445         |             |
| 1971.       | 427         |             |
| 1981.       | 409         |             |
| 1991.       | 386         | 291         |
| 2002.       | 236         | 357         |
| 2011.       | 189         |             |

| Етнички састав према попису из 2002.‍ | Етнички састав према попису из 2002.‍ | Етнички састав према попису из 2002.‍ | Етнички састав према попису из 2002.‍ | Етнички састав према попису из 2002.‍ |
| ------------------------------------ | ------------------------------------ | ------------------------------------ | ------------------------------------ | ------------------------------------ |
|                                      |                                      |                                      |                                      |                                      |
| Срби                                 | Срби                                 |                                      | 145                                  | 61,44%                               |
| Власи                                | Власи                                |                                      | 90                                   | 38,13%                               |
| Румуни                               | Румуни                               |                                      | 1                                    | 0,42%                                |
| непознато                            | непознато                            |                                      | 0                                    | 0,0%                                 |

| Година пописа     | 1948. | 1953. | 1961. | 1971. | 1981. | 1991. | 2002. |
| ----------------- | ----- | ----- | ----- | ----- | ----- | ----- | ----- |
| Број домаћинстава | 113   | 121   | 105   | 98    | 96    | 91    | 76    |

| Број чланова      | 1  | 2  | 3 | 4 | 5  | 6 | 7 | 8 | 9 | 10 и више | Просек |
| ----------------- | -- | -- | - | - | -- | - | - | - | - | --------- | ------ |
| Број домаћинстава | 18 | 22 | 7 | 7 | 11 | 7 | 4 | 0 | 0 | 0         | 3,11   |

| Пол    | Укупно | Неожењен/Неудата | Ожењен/Удата | Удовац/Удовица | Разведен/Разведена | Непознато |
| ------ | ------ | ---------------- | ------------ | -------------- | ------------------ | --------- |
| Мушки  | 93     | 15               | 70           | 6              | 2                  | 0         |
| Женски | 107    | 5                | 69           | 28             | 5                  | 0         |
| УКУПНО | 200    | 20               | 139          | 34             | 7                  | 0         |

| Пол    | Укупно                    | Пољопривреда, лов и шумарство | Рибарство                            | Вађење руде и камена | Прерађивачка индустрија       |
| ------ | ------------------------- | ----------------------------- | ------------------------------------ | -------------------- | ----------------------------- |
| Мушки  | 51                        | 19                            | 0                                    | 0                    | 4                             |
| Женски | 16                        | 5                             | 0                                    | 0                    | 2                             |
| УКУПНО | 67                        | 24                            | 0                                    | 0                    | 6                             |
| Пол    | Производња и снабдевање   | Грађевинарство                | Трговина                             | Хотели и ресторани   | Саобраћај, складиштење и везе |
| Мушки  | 3                         | 6                             | 7                                    | 0                    | 10                            |
| Женски | 0                         | 0                             | 6                                    | 0                    | 0                             |
| УКУПНО | 3                         | 6                             | 13                                   | 0                    | 10                            |
| Пол    | Финансијско посредовање   | Некретнине                    | Државна управа и одбрана             | Образовање           | Здравствени и социјални рад   |
| Мушки  | 0                         | 0                             | 1                                    | 1                    | 0                             |
| Женски | 0                         | 0                             | 0                                    | 2                    | 1                             |
| УКУПНО | 0                         | 0                             | 1                                    | 3                    | 1                             |
| Пол    | Остале услужне активности | Приватна домаћинства          | Екстериторијалне организације и тела | Непознато            | Непознато                     |
| Мушки  | 0                         | 0                             | 0                                    | 0                    | 0                             |
| Женски | 0                         | 0                             | 0                                    | 0                    | 0                             |
| УКУПНО | 0                         | 0                             | 0                                    | 0                    | 0                             |